# Trials Fusion
Trials Fusion est un jeu vidéo de trial mêlant course et plates-formes développé par le studio finlandais RedLynx et édité par Ubisoft en 2014 sur Windows, Xbox 360, Xbox One et PlayStation 4.
Ce jeu est le 3e de la série Trials et reprend les mêmes bases que les anciens épisodes. Pour la première fois dans la série, le jeu n'est plus une exclusivité Microsoft puisqu'il sort sur PlayStation 4. Le titre a été officiellement présenté lors de l'E3 2013.
Trials Fusion est un jeu vidéo à défilement horizontal en 2,5D qui propose d'explorer un monde futuriste.

## Système de jeu
Le gameplay mise sur une gestion de la physique, cette gestion a été légèrement améliorée par rapport à Trials Evolution. Le joueur doit franchir la ligne d'arrivée après avoir fait face à différents obstacles. Il doit donc adopter différentes techniques apprises lors des 4 permis afin de terminer la course. Il y a 6 véhicules différents et chacun possède ses propres caractéristiques (inertie, vitesse, agilité...), ce qui permet au joueur d'adapter son véhicule en fonction des courses. Les 6 véhicules sont :
- la Baggie est la moto de base qui ne possède aucun atout technique ;
- la Roach est un modèle de moto robuste et polyvalent. Elle est souvent utilisée pour sa puissance ;
- La Pit Viper est le modèle de moto à utiliser pour les courses les plus compliquées comme les courses extrêmes ;
- la Foxbat est la moto destinée aux épreuves de FMX. Elle est très maniable dans les airs et possède une suspension souple ;
- le Tko-Panda est un quad puissant, lourd, au maniement unique et doté de quatre roues motrices. L'apparition du quad est une nouveauté dans la série ;
- le vélo (déjà présent dans le DLC Origin of Pain de Trials Evolution) Rabbit est un véhicule léger et flexible mais il manque de puissance.

Le jeu est basé sur les touches d'accélération et de frein, tout en jouant constamment sur la posture du pilote grâce au stick analogique où chaque mouvement est déterminant. Cela entraine de nouveaux éléments de gameplay, comme le bunny hop pour sauter plus loin ou d'autres techniques utilisées uniquement pour les pistes ninja. On peut également réaliser des figures grâce au joystick droit.
Il existe des médailles qui récompensent les temps ou les scores de chaque épreuve. Il y a 4 types de médailles (bronze, argent, or et platine). La médaille platine se débloque à la fin du jeu.
Trials Fusion introduit également trois objectifs secondaires à remplir sur chaque course Trials. Ces défis d’habileté, d’exploration ou contraintes particulières (ne pas se pencher, ne pas freiner...) proposent des challenges qui se révèlent souvent bien corsés
On peut également personnaliser nos véhicules en changeant la forme ou la couleur des roues (jantes) et du carénage. Ses customisations s'achètent grâce à de l'argent virtuel gagné dans le jeu, des récompenses Uplay ou bien grâce à des interactions avec le jeu mobile Trials Frontier.

### Mode Solo
Le mode Solo est composé de 60 niveaux environ, ainsi que de mini-jeux d'adresse. Il est composé de plusieurs niveaux difficultés, de débutant à extrême. Pour atteindre les niveaux de difficultés supérieurs, il faut obtenir un certain nombre de médailles, puis passer des permis qui sont des tutoriels pour aider le joueur à franchir des obstacles plus compliqués et apprendre des techniques indispensables.
Il existe 3 types d'épreuves dans ce mode :
- Les courses Trials qui correspondent aux courses classiques où le but est de finir la course avec le moins de fautes et le meilleur temps possible. Le joueur doit réussir à passer les différents obstacles afin de terminer la piste.
- Les épreuves de FMX, qui correspondent à la principale nouveauté de ce Trials Fusion, sont des épreuves où le joueur doit réaliser un enchaînement de figures différentes afin d'augmenter son combo et de réaliser le meilleur score possible.
- Les mini-jeux sont des épreuves annexes où le but est de réussir des objectifs demandés.

Les épreuves extrêmes se débloquent à la fin du jeu en même temps que les médailles platine.

### Mode Track Central
Ce mode de jeu permet de faire découvrir ses créations aux autres joueurs avec le nouvel éditeur de pistes et les outils de partage.
Ce mode est mieux pensé que dans Trials Evolution car on peut mettre en favori certaines courses ou créer des listes de courses en fonction de certains critères.
Les meilleurs pistes et les mieux notées seront mis en avant par RedLynx. De plus, il existe une liste qui est composée de pistes recommandées par le développeur de Trials Fusion.

### Mode Multijoueur
Le mode Multijoueur est constitué d'un mode local en écran scindé et d'un mode en ligne.

### Classements
Le classement est déterminé en fonction des meilleures performances réalisées dans toutes les courses du jeu (courses trials uniquement). Décrocher le meilleur temps tout en faisant le minimum de fautes permet d'obtenir le maximum de points. Cependant, il n'existe pas de classement entre les différents supports, chaque plateforme a donc son propre classement.

## Éditeur de niveaux
Trials Fusion offre un éditeur de niveaux extrêmement plus complet que ses prédécesseurs à travers le mode Créer.
Le joueur a énormément de possibilités de création et il peut les partager avec les autres joueurs en publiant sa course. 
On peut se promener sur une carte est choisir le point de départ et d'arrivée ainsi que la météo, le moment de la journée... Puis, il suffit d'ajouter des décors, des effets ou bien même des déclencheurs afin de cacher ses propres secrets et de créer des pistes originales. Chaque objet a des propriétés de masse, de fragilité et d'interactions différentes.
L’éditeur de niveau élargit donc l’horizon des joueurs cherchant un peu d’originalité. Il permet aussi d'augmenter la durée de vie du jeu en jouant à différentes créations originales de joueurs qui peuvent être sélectionnées par les créateurs du jeu dans le Track Central.

## Contenus téléchargeables
Un season pass est proposé au prix de 20 € et il est compris dans la version boîte du jeu. Ce season pass offre aux joueurs la possibilité d'accéder à un an de contenus supplémentaires soit 6 DLCs ainsi que le costume Hazmat et des objets ou des thèmes pour l'éditeur de niveau.

## Critiques
Trials Fusion a reçu des critiques positives de la presse spécialisée. Il est considéré comme étant le meilleur représentant du genre. Le jeu est apprécié pour son ambiance futuriste même si la musique n'est pas acceptée par tous. Il est complet et l'ajout des tricks rend le jeu plus divertissant et agréable. Les interactions avec le décor et la piste permettent d'améliorer la mise en scène des courses.